# Titan Quest
Titan Quest este un joc video de tip action role-playing (ARPG) dezvoltat de Iron Lore Entertainment și publicat de THQ. Lansat inițial pe 26 iunie 2006, jocul este plasat într-un cadru mitologic și combină elemente de acțiune și RPG. Jocul a fost bine primit de critici și jucători pentru gameplay-ul său captivant, grafica impresionantă și atmosfera mitologică autentică. O expansiune, Titan Quest: Immortal Throne, a fost lansată în 2007, urmată de mai multe ediții și actualizări.

## Povestea

### Fundal și tematică
Titan Quest este plasat într-o lume mitologică, unde jucătorii călătoresc prin Grecia antică, Egipt și Orientul Apropiat, pentru a opri un grup de Titani eliberați care amenință să distrugă omenirea. Jocul începe în Grecia, unde jucătorul trebuie să investigheze perturbările provocate de monștri mitologici și să oprească răul răspândit de Titani.

### Intriga principală
Jucătorul preia rolul unui erou necunoscut care este recrutat pentru a înfrunta monștrii mitologici și pentru a restabili ordinea. Călătoria începe în satul Helos, unde jucătorul află despre distrugerea provocată de Telkine, servitorii Titanilor. Eroul călătorește prin Grecia, Egipt și Orientul Apropiat, întâlnind diverse personaje mitologice, inclusiv zeii din panteonul grecesc, egiptean și oriental. În cele din urmă, eroul se confruntă cu Telkine și, în final, cu titanul Typhon pe muntele Olimp, restaurând pacea și stabilitatea în lume.

## Gameplay

### Mecanici de bază
Titan Quest este un ARPG clasic, similar cu jocuri precum Diablo II. Jucătorii controlează un singur personaj și se angajează în lupte împotriva hoardelor de inamici, colectează echipamente, și completează diverse misiuni. Jocul folosește un sistem de vedere de sus, oferind o perspectivă isometrică.

### Clase și abilități
Jocul introduce un sistem de clase flexibil, bazat pe două specializări primare care se combină pentru a crea o clasă mixtă unică. Există opt specializări disponibile: Warfare, Defense, Hunting, Rogue, Earth, Storm, Nature și Spirit. Jucătorii pot alege două dintre acestea pe parcursul jocului, rezultând în combinații multiple și strategii de gameplay variate.
- Warfare: Specializată în abilități de luptă corp la corp și daune fizice.
- Defense: Concentrează pe protecție și abilități defensive.
- Hunting: Abilități de atac la distanță și utilizarea arcurilor.
- Rogue: Focus pe subterfugii, capcane și otrăvuri.
- Earth: Magie bazată pe elementul focului și invocarea creaturilor.
- Storm: Magie bazată pe elementul fulgerului și al gheții.
- Nature: Abilități de vindecare și invocarea creaturilor naturii.
- Spirit: Magie necromantică și controlul spiritelor.

### Echipamente și iteme
Jocul oferă o gamă vastă de echipamente și iteme care pot fi găsite, cumpărate sau create. Echipamentele sunt clasificate în funcție de raritate: comune, rare, epic și legendar. Fiecare item poate avea atribute variate care îmbunătățesc performanțele personajului.

## Dezvoltare

### Istoricul dezvoltării
Dezvoltarea Titan Quest a început în 2004, sub conducerea lui Brian Sullivan, co-creatorul seriei Age of Empires. Iron Lore Entertainment a lucrat îndeaproape cu THQ pentru a crea un joc ARPG care să rivalizeze cu titlurile existente pe piață. Jocul a fost construit folosind un motor grafic personalizat, care a permis un nivel înalt de detalii și efecte vizuale.

### Design și influențe
Designul artistic al jocului a fost influențat de mitologiile antice grecească, egipteană și orientală. Echipa de dezvoltare a lucrat pentru a crea o lume autentică, cu peisaje detaliate, arhitectură istorică și creaturi mitologice bine realizate. Jocul a fost lăudat pentru atenția sa la detalii și pentru modul în care a capturat atmosfera mitologică a lumii antice.

## Recepție și impact

### Recenzii critice
Titan Quest a primit recenzii pozitive din partea criticilor, fiind lăudat pentru gameplay-ul captivant, grafica impresionantă și designul de nivel. Criticii au apreciat în special sistemul de clase flexibil și varietatea de inamici și locații.

### Premii și nominalizări
Jocul a primit numeroase premii și nominalizări, inclusiv "Cel mai bun joc RPG" la mai multe ceremonii de premiere. Titan Quest a fost recunoscut pentru inovația sa în genul ARPG și pentru modul în care a combinat elemente mitologice cu gameplay-ul de acțiune.

### Vânzări
Titan Quest a avut succes comercial, vânzându-se în peste un milion de copii la nivel mondial în primul an de la lansare. Popularitatea jocului a dus la lansarea unor continuări și expansiuni, precum și la actualizări și ediții remasterizate.

## Expansiuni și continuări

### Titan Quest: Immortal Throne
Lansată în 2007, Immortal Throne este prima expansiune majoră pentru Titan Quest. Aceasta adaugă o nouă campanie care se desfășoară în lumea subterană a Hadesului, noi clase de personaje, iteme și inamici. Expansiunea a fost bine primită și a extins considerabil conținutul jocului original.

### Titan Quest Anniversary Edition
Pentru a marca a zecea aniversare a jocului, Titan Quest Anniversary Edition a fost lansată în 2016. Această ediție include atât jocul original, cât și expansiunea Immortal Throne, împreună cu numeroase îmbunătățiri și actualizări, cum ar fi suport pentru rezoluții moderne, corecții de bug-uri și echilibrare a gameplay-ului.

### Titan Quest: Ragnarok
Lansată în 2017, Ragnarok este o expansiune care adaugă o nouă campanie bazată pe mitologia nordică. Expansiunea introduce noi clase de personaje, echipamente și locații, precum și o creștere a nivelului maxim al personajului.

### Titan Quest: Atlantis
Lansată în 2019, Atlantis adaugă o nouă poveste care îl duce pe jucător în căutarea orașului pierdut Atlantida. Expansiunea include noi provocări, inamici și abilități, extinzând și mai mult universul Titan Quest.

## Moștenire și influență
Titan Quest a avut un impact semnificativ asupra genului ARPG, influențând numeroase jocuri ulterioare prin mecanicile sale de gameplay, designul de nivel și atmosfera mitologică. Jocul este adesea comparat cu titluri precum Diablo II și a fost lăudat pentru inovațiile sale în sistemul de clase și flexibilitatea abordării misiunilor.
Acest joc rămâne un titlu iconic în genul ARPG, apreciat pentru combinația sa de acțiune, RPG și elemente mitologice. De la lansarea sa inițială, jocul a continuat să atragă noi jucători prin expansiuni și actualizări, menținându-și relevanța și popularitatea în rândul fanilor genului.